# Prionalpheus gomezi
Prionalpheus gomezi is een garnalensoort uit de familie van de Alpheidae. De wetenschappelijke naam van de soort is voor het eerst geldig gepubliceerd in 1991 door Martínez-Iglesias & Carvacho.